# Drake Younger
Drake Wuertz (né le 4 septembre 1986), plus connu sous son nom de ring Drake Younger, est un ancien catcheur américain connu pour son parcours au sein de la fédération hardcore Combat Zone Wrestling. 
Il a remporté au cours de sa carrière une fois le titre mondial poids-lourd de la CZW, une fois le titre mondial par équipe de la CZW avec Eddie Kingston, une fois le championnat junior poids-lourd de la CZW et deux fois le titre ultraviolent de la CZW (en). Il est également le troisième CZW Triple Crown Champion. Il met fin à sa carrière de catcheur en 2014 mais décide de rester dans le monde du catch. Il est actuellement sous contrat avec la World Wrestling Entertainment où il officie en tant qu'arbitre.

## Carrière

### World Wrestling Entertainment (2013-2021)
Le 16 août 2013, il apparaît dans un épisode de WWE Smackdown où il se fait passer à tabac en backstage par Ryback. Il signe son premier contrat avec la fédération en mars 2014. 
On apprend par la suite qu'il devient arbitre de catch pour la division école NXT. Ce choix est notamment causé par la WWE qui dispose d'assez de catcheurs de son gabarit. Il dirige son premier match en tant qu'arbitre le 10 juillet 2014. Il continue à arbitrer les matchs de la NXT les semaines suivantes.

## Palmarès
- Absolute Intense Wrestling
  - 1 fois AIW Absolute Champion[8]

- All Pro Wrestling
  - 1 fois APW Worldwide Internet Champion[8]

- Anarchy Championship Wrestling
  - 1 fois ACW Tag Team Champion avec Ian Rotten[8]

- Coliseum Championship Wrestling
  - 2 fois CCW Tag Team Champion – avec JC Bailey (1) et Diehard Dustin Lee (1)[8]

- Combat Zone Wrestling
  - 1 fois CZW World Heavyweight Champion[8]
  - 1 fois CZW World Tag Team Champion – avec Eddie Kingston[8]
  - 1 fois CZW World Junior Heavyweight Champion[8]
  - 2 fois CZW Ultraviolent Underground Champion[8]
  - Tournament of Death VI
  - CZW Best of the Best (2014)
  - 3e CZW Triple Crown Champion

- Full Throttle Wrestling
  - 1 fois FTW Tag Team Champion – avec Diehard Dustin Lee[8]

- Independent Wrestling Association Mid-South
  - 1 fois IWA Mid-South Deathmatch Champion[8]
  - IWA Mid-South King of the Deathmatch (2011)
  - Ted Petty Invitational (2008)

- Insanity Pro Wrestling
  - 1 fois IPW Grand Champion
  - 1 fois IPW World Heavyweight Champion[8]
  - 1 fois IPW Junior Heavyweight Champion[8]

- International Wrestliing League
  - 1 fois IWL Anarchy Champion

- Mad Pro Wrestling
  - 2 fois MPW Heavyweight Champion[8]

- Pro Wrestling Bushido
  - 1 fois Pro Wrestling Bushido TV Champion

- Pro Wrestling Illustrated
  - Classement PWI des 500 meilleurs catcheurs[9]

| Année | 2007 | 2009 | 2010 | 2011 | 2012 | 2013 |
| Rang  | 322  | 178  | 245  | 226  | 147  | 146  |

- Supreme Pro Wrestling
  - 1 fois SPW Heavyweight Champion[8]

## Liens Externes
- CageMatch
- Internet Wrestling Database
- Online World of Wrestling
- Wrestlingdata

- Ressource relative à l'audiovisuel :   - IMDb